# All My Demons Greeting Me as a Friend
《All My Demons Greeting Me as a Friend》는 노르웨이의 싱어송라이터 오로라의 데뷔 정규 앨범이다. 2016년 3월 11일, 데카 레코드와 글래스노트 레코드를 통해 발매되었다. 이 앨범은 그녀의 데뷔 익스텐디드 플레이(EP)인 《Running with the Wolves》 (2015) 이후 발매되었으며, 해당 EP에 수록된 두 곡이 앨범에도 포함되었다. 오로라는 이번 앨범의 녹음 과정에서 오드 마르틴 스콜네스, 마그누스 스킬스타드, 니콜라스 렙셔, 알프 룬드 고드볼트, 일렉트릭 등 여러 프로듀서들과 협업했다.
《All My Demons Greeting Me as a Friend》는 주로 일렉트로팝 앨범으로 묘사되며, 포크, 일렉트로닉, 신스팝, 노르딕 포크, 얼터너티브 팝 등의 요소를 포함하고 있다. 앨범은 가사를 통해 판타지, 상심, 삶과 죽음을 탐구한다. 음악 평론가들로부터 긍정적인 평가를 받았으며, Spellemannprisen 2016에서 Pop Solo Artist 부문을 수상하고 Album of the Year 부문에 후보로 올랐다. 또한, 〈I Went Too Far〉의 뮤직비디오는 Music Video of the Year 부문을 수상했다. 상업적으로, 이 앨범은 발매 첫 주 노르웨이 음반 차트 1위를 기록했으며, 북미 및 유럽 여러 국가에서 상위 50위권에 진입했다. 또한, 유럽 여러 차트에서 준수한 성적을 거두었으며, 노르웨이에서 플래티넘 인증을 받았다. 전 세계적으로 50만 장 이상의 판매량을 기록했다.
이 앨범은 여섯 개의 싱글을 발매했으며, 모든 싱글은 뮤직비디오와 함께 공개되었다. 〈Runaway〉는 발매 후 6년이 지나 슬리퍼 히트가 되어 미국 빌보드 버블링 언더 핫 100 차트에서 1위를 기록했다. 두 번째 싱글 〈Running with the Wolves〉는 독일 차트에서 72위에 오르며 그녀의 첫 독일 차트 진입곡이 되었다. 〈Murder Song (5, 4, 3, 2, 1)〉의 어쿠스틱 버전은 2015년 8월 공개되었으며, 스튜디오 버전은 한 달 후 발매되었다. 오아시스의 〈Half the World Away〉 커버곡은 2015년 존 루이스 크리스마스 광고에 사용되었으며, 앨범의 디럭스 에디션에 포함되었다. 이후 2016년 동안 〈Conqueror〉와 〈I Went Too Far〉가 차례로 발매되었다.

## 배경과 개발
오로라는 여섯 살 때부터 피아노를 연주하기 시작했지만, 아홉 살이 되어서야 직접 곡을 작곡하기로 결심했다. 그녀가 고등학교 졸업식에서 라이브 공연을 하고, 자신의 곡 〈Puppet〉을 녹음한 영상이 온라인에 업로드되자, 곧바로 노르웨이 아티스트 매니지먼트 에이전시인 Artists Made Management의 관계자에게 발굴되었다. 처음에는 제안을 거절했지만, 그녀의 어머니가 "어딘가에 네 음악을 간절히 필요로 하는 사람이 있을지도 모른다"라고 조언하자 이를 받아들였다. 몇 시간 만에 두 곡은 노르웨이에서 수천 건의 조회수를 기록하며 그녀가 고국에서 인지도를 얻는 계기가 되었고, 동시에 페이스북에서 팬층을 형성하는 데 기여했다.
비정규 싱글을 몇 곡 발표한 후, 그녀는 2015년 5월 익스텐디드 플레이 《Running with the Wolves》를 발매했다. 이 음반은 온라인 음악 블로그와 주요 언론으로부터 긍정적인 평가를 받았다. 오로라는 이를 홍보하기 위해 미국과 영국 여러 도시에서 짧은 투어를 진행했다.
《Running with the Wolves》와 마찬가지로, 대부분의 곡은 그녀의 고향 베르겐에 위치한 Lydriket Studios에서 녹음되었으며, 추가 녹음은 런던의 The Engine Room과 Angel Recording Studios에서 진행되었다. 그녀의 라이브 밴드 멤버인 마그누스 스킬스타드와 오드 마틴 스콜네스가 앨범의 대다수 곡을 프로듀싱했다. 앨범의 곡들은 오로라가 어린 시절부터 2015년 3월 앨범이 완성될 때까지 작곡한 것들이다. 2016년 초, 오로라는 영국 밴드 이카루스의 곡 〈Home〉에 피처링으로 참여했으며, HBO 드라마 《걸스》를 위해 데이비드 보위의 〈Life on Mars〉를 커버했다.

## 음악과 가사

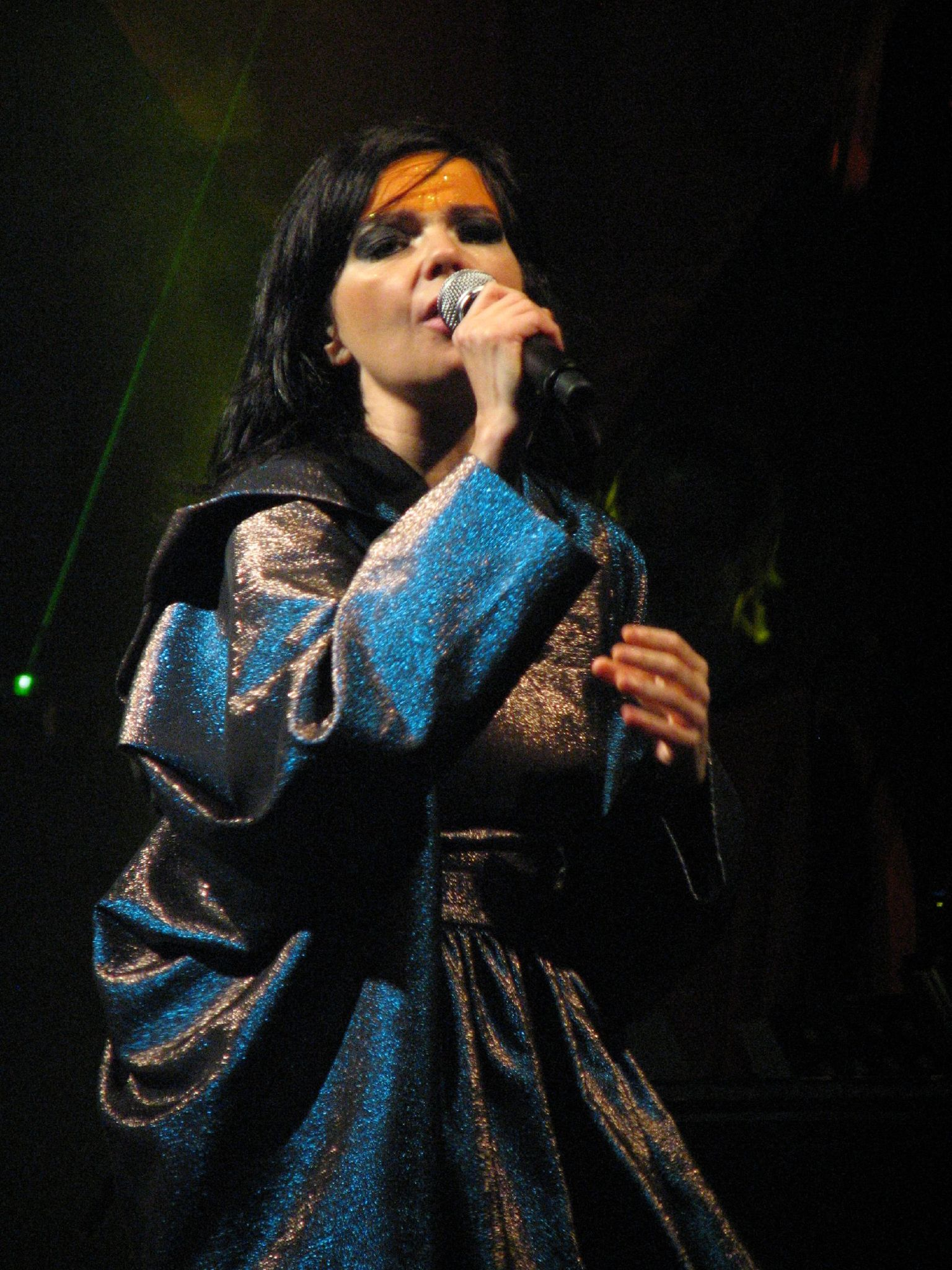
《All My Demons Greeting Me as a Friend》는 비요크(사진)을 비롯한 여러 여성 아티스트의 작품과 비교되었으며, 오로라는 비요크가 자신에게 영향을 미쳤다고 밝혔다.

《All My Demons Greeting Me as a Friend》는 주로 일렉트로팝, 포크, 일렉트로닉, 신스팝, 노르딕 포크, 얼터너티브 팝을 기반으로 한 음반이며, 아트 팝, 뉴에이지, 디스코, 트립합 요소를 포함하고 있다. 이 음반은 주로 오로라가 고향인 노르웨이에서 성장하며 겪은 경험을 바탕으로 제작되었다. 오로라는 이 음반이 주로 "과거의 나쁜 경험들이 좋은 기억이 될 수도 있으며, 일어난 모든 일들과 화해하는 것"에 관한 것이라고 설명했다. 가사 전반에 걸쳐 자연을 주제로 한 생생한 서정성이 드러나며, 환상, 상실, 삶과 죽음에 대한 내용을 담고 있다. 이 음반의 프로덕션은 "미니멀리스트"한 스타일로, 공간감을 강조한 일렉트로닉 사운드, 박동감 있는 비트, 감성적인 멜로디, 그리고 신시사이저 중심의 사운드가 특징이다. 평론가들은 이 음반을 비요크, 로드, 리케 리, 플로렌스 웰치, 골드프랩, 엔야 등의 음악과 비교했다.

### 노래
《All My Demons Greeting Me as a Friend》는 포크트로니카와 신스팝 장르의 〈Runaway〉로 시작한다. 이 곡은 물방울 소리 효과, 날카로운 비명 소리, 그리고 전환 효과가 특징이다. 오로라는 이 곡이 노르딕 포크 음악에서 영향을 받았으며, "집으로 돌아가고 싶어하는 소녀에 대한 이야기로, 그녀가 속할 수 있는 유일한 장소이거나, 단지 남아 있는 유일한 곳"을 의미한다고 밝혔다. 두 번째 트랙 〈Conqueror〉는 신스팝과 일렉트로팝 곡으로, "힘차게 울리는 드럼 비트가 환희에 찬 후렴구로 나아가는" 것이 특징이다. 이 곡은 "발랄하고 경쾌한 팝 음악"으로 묘사되며, 중독성 있는 퍼커시브 비트, 반짝이는 신스 사운드, 전투 준비를 하는 듯한 후렴구가 특징이다. 세 번째 트랙 〈Running with the Wolves〉는 스칸디나비아 팝 곡이다. 이 곡의 가사는 "해답은 이 세상 안에서 찾아야 한다는 깨달음, 설령 그 세상이 망가져 있다 하더라도"라는 메시지를 담고 있다. 네 번째 트랙 〈Lucky〉는 피아노와 오르간이 주도하는 발라드 곡으로, "포기하라는 내면의 목소리에 저항하는 사람"에 대한 내용을 담고 있다. 다섯 번째 트랙 〈Winter Bird〉는 뉴에이지 요소가 가미된 포크 곡이며, 노르딕 포크와 "엔야 스타일의 앰비언트 포크 드림"으로 묘사되었다. 가사는 자연을 주제로 하고 있다. 여섯 번째 트랙 〈I Went Too Far〉는 디스코 요소가 가미된 팝과 신스팝 발라드이다. 이 곡은 "엄숙한" 분위기의 발라드로, 신스가 소용돌이치는 후렴구와 댄스 비트가 특징이다.
일곱 번째 트랙 〈Through the Eyes of a Child〉는 "차가운 분위기를 자아내는" 발라드로, "아름다운 피아노와 목소리를 강조한" 곡으로 묘사되었다. 여덟 번째 트랙 〈Warrior〉는 밝은 분위기의 업템포 곡으로, 앨범의 긍정적인 면을 보여주며 진정성 있는 자기애를 주제로 한 가사를 담고 있다. 이 곡의 가사는 "다시 사랑을 받아들이는 데 어려움을 겪는 사람"에 대한 내용을 담고 있다. 아홉 번째 트랙 〈Murder Song (5, 4, 3, 2, 1)〉는 차분하면서도 반짝이는 발라드로, "소름 끼치는 제목과 함께 부드럽고 신비로운 마이너 코드"를 특징으로 한다. 가사는 안락사와 관련된 내용으로, "자신의 죽음을 회상하는 주인공의 이야기"를 담고 있다. 열 번째 트랙 〈Home〉은 "차갑고 기계적인" 분위기의 곡으로 묘사된다. 열한 번째 트랙 〈Under the Water〉와 열두 번째 트랙 〈Black Water Lilies〉는 모두 익사와 죽음을 주제로 한 가사를 담고 있다. 〈Under the Water〉에서는 익사를 미화하는 내용이 담겨 있다. 〈Black Water Lilies〉는 "자연과 정신의 영역에서의 시련을 극복하는 것"에 대한 내용을 담고 있으며, 연장된 음, 리버브 피아노, 단순한 비트가 특징이다.

## 곡 목록
| #            | 제목                            | 작사·작곡                                                        | 프로듀서                             | 재생 시간 |
| ------------ | ------------------------------- | ---------------------------------------------------------------- | ------------------------------------ | --------- |
| 1.           | 〈Runaway〉                     | Aurora Aksnes Magnus Åserud Skylstad                             |                                      | 4:08      |
| 2.           | 〈Conqueror〉                   | Aksnes Geir Luedy Odd Martin Skålnes Skylstad                    | Skålnes Skylstad Jeremy Wheatley [b] | 3:27      |
| 3.           | 〈Running with the Wolves〉     | Aksnes Michelle Leonard Nicolas Rebscher                         | Skålnes Rebscher Skylstad            | 3:14      |
| 4.           | 〈Lucky〉                       | Aksnes Skålnes                                                   |                                      | 4:04      |
| 5.           | 〈Winter Bird〉                 | Aksnes Jonathan Wright                                           |                                      | 4:07      |
| 6.           | 〈I Went Too Far〉              | Aksnes Skylstad Skålnes                                          | Skålnes Skylstad Wheatley [b]        | 3:27      |
| 7.           | 〈Through the Eyes of a Child〉 | Aksnes Leonard Alf Lund Godbolt                                  | Skålnes Skylstad Godbolt             | 4:34      |
| 8.           | 〈Warrior〉                     | Aksnes Leonard Alexander Knolle Rebscher Skylstad Janis Liphardt | Skålnes Skylstad Wheatley [b]        | 3:43      |
| 9.           | 〈Murder Song (5, 4, 3, 2, 1)〉 | Aksnes Skålnes                                                   |                                      | 3:20      |
| 10.          | 〈Home〉                        | Aksnes Daniel Wilson Thomas Hull [ 39 ]                          |                                      | 3:32      |
| 11.          | 〈Under the Water〉             | Aksnes Edvard Førre Erfjord Henrik Barman Michelsen              | Skålnes Electric Skylstad            | 4:24      |
| 12.          | 〈Black Water Lilies〉          | Aksnes Skålnes Skylstad                                          |                                      | 4:42      |
| 총 재생 시간 | 총 재생 시간                    | 총 재생 시간                                                     | 총 재생 시간                         | 46:48     |

| #            | 제목                                               | 작사·작곡               | 프로듀서                                     | 재생 시간 |
| ------------ | -------------------------------------------------- | ----------------------- | -------------------------------------------- | --------- |
| 13.          | 〈Half the World Away〉                            | Noel Gallagher          |                                              | 3:18      |
| 14.          | 〈Murder Song (5, 4, 3, 2, 1)〉 (Acoustic)         | Aksnes Skålnes          |                                              | 3:38      |
| 15.          | 〈Nature Boy〉 (Acoustic)                          | George Alexander Aberle |                                              | 2:59      |
| 16.          | 〈Wisdom Cries〉                                   | Aksnes Leonard Rebscher | Rebscher                                     | 4:07      |
| 17.          | 〈Running with the Wolves〉 (Pablo Nouvelle Remix) | Aksnes Leonard Rebscher | Skålnes Rebscher Skylstad Pablo Nouvelle [c] | 3:50      |
| 총 재생 시간 | 총 재생 시간                                       | 총 재생 시간            | 총 재생 시간                                 | 64:40     |

| #            | 제목                                | 작사·작곡               | 프로듀서                                   | 재생 시간 |
| ------------ | ----------------------------------- | ----------------------- | ------------------------------------------ | --------- |
| 18.          | 〈I Went Too Far〉 (PWNDTIAC Remix) | Aksnes Skylstad Skålnes | Skålnes Skylstad Wheatley [b] PWNDTIAC [c] | 4:43      |
| 19.          | 〈Under Stars〉 (Loon Remix)        | Aksnes Dan McDougall    | McDougall Skålnes Loon [c]                 | 3:33      |
| 20.          | 〈Mr. Tambourine Man〉              | Bob Dylan               |                                            | 4:11      |
| 총 재생 시간 | 총 재생 시간                        | 총 재생 시간            | 총 재생 시간                               | 77:07     |

## 인증
| 국가                                                            | 인증        | 판매량/출하량 |
| --------------------------------------------------------------- | ----------- | ------------- |
| 덴마크 (IFPI Danmark)                                           | 골드        | 10,000        |
| 노르웨이 (IFPI 노르웨이)                                        | 2× 플래티넘 | 40,000*       |
| 영국 (BPI)                                                      | 실버        | 73,383        |
| 스트리밍                                                        |             |               |
| 필리핀⁠                                                          | 골드        | 600,000,000   |
| 요약                                                            |             |               |
| 전 세계                                                         | —           | 500,000       |
| *판매량을 기반으로 한 인증 · 판매량+스트리밍을 기반으로 한 인증 |             |               |

## 평가
| 전문가 평가          | 전문가 평가 |
| 총 점수              | 총 점수     |
| 출처                 | 점수        |
| -------------------- | ----------- |
| AnyDecentMusic?      | 6.6/10      |
| 메타크리틱           | 80/100      |
| 평가 점수            |             |
| 출처                 | 점수        |
| AllMusic             | [ 17 ]      |
| DIY                  | [ 35 ]      |
| Entertainment Weekly | A-          |
| Gigwise              | [ 18 ]      |
| The Guardian         | [ 28 ]      |
| The Irish Times      | [ 24 ]      |
| The Line of Best Fit | 8.5/10      |
| The Music            | [ 19 ]      |
| MusicOMH             | [ 23 ]      |
| The Times            | [ 27 ]      |

《All My Demons Greeting Me as a Friend》는 음악 평론가들로부터 대체로 긍정적인 평가를 받았다. 주류 평론가들의 리뷰에 100점 만점의 정규화된 평점을 부여하는 메타크리틱에서 이 음반은 10개의 리뷰를 바탕으로 평균 80점을 받았으며, 이는 "대체로 호의적인 평가"를 의미한다.
엔터테인먼트 위클리의 매디슨 베인은 오로라의 보컬과 프로덕션을 높이 평가하며, 이 음반이 "비요크와 같은 마법 같은 분위기를 자아낸다"고 평했다. 특히 〈Conqueror〉는 "다른 곡들보다 한 단계 뛰어난 곡"이라는 찬사를 받았으며, "신스, 강렬한 드럼 비트, 그리고 듣는 재미만큼이나 기억에 남는 후렴구가 절묘하게 어우러진 곡"으로 평가되었다.